# Darren Star
Darren Star (Potomac, Maryland, 1961. július 25., ) amerikai író, rendező, producer. Legismertebb sorozatai a Beverly Hills, 90210 (1990–2000), a Melrose Place (1992–1999) és a Szex és New York (1998–2004), újabb munkái a  Younger (2015–2021) és az  Emily in Paris (2020-) című sorozatok.

## Élete
Zsidó családban született Potomacben. Anyja író volt, apja pedig fogorvos. A Winston Churchill High School és a UCLA tanulója volt.
Leginkább a Beverly Hills, 90210, Melrose Place és a Szex és New York készítőjeként ismert, de egyéb sorozatokon is dolgozott.
Szerződést kötött a ViacomCBS-szel.
Nyíltan homoszexuális. New Yorkban és Los Angelesben vannak lakásai.